# Museu-casa

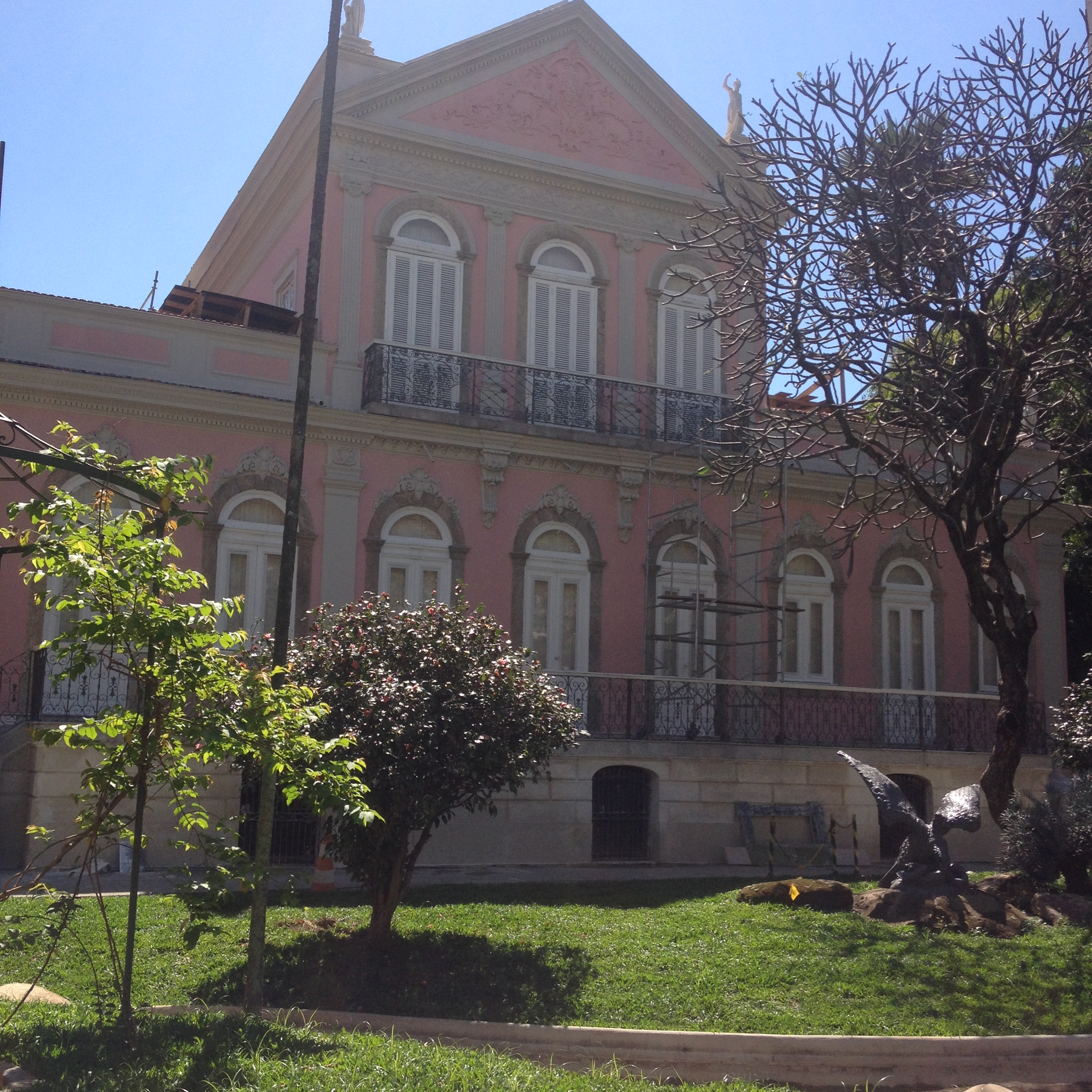
A Casa de Rui Barbosa, no Rio de Janeiro, é um exemplo de museu-casa.

Museu-casa (ou casa-museu) é um tipo de museu que, abrigado num imóvel que serviu como casa de alguém, busca preservar a forma original, os objetos e o ambiente em que viveu aquela pessoa ou grupo de pessoas. Assim, conjuga a arquitetura, a museografia e a coleção para criar um cenário histórico, oferecendo uma perspectiva de um estilo de vida.
Em 1997, durante a conferência "Living History. Historic House Museums", no Palazzo Spinola, em Gênova, representantes de museus-casas de diversos países iniciaram um movimento para criar, no âmbito do International Council of Museums, um comitê especialmente dedicado a esta categoria de instituição. No ano seguinte, o ICOM criou o Demhist (Comitê Internacional para Museus-Casas Históricas).

## Exemplos

### No Brasil
- Casa de Rui Barbosa
- Casa das Rosas
- Museu Casa de Portinari
- Museu Homero Massena
- Museu Histórico e Pedagógico Conselheiro Rodrigues Alves
- Casa Guilherme de Almeida
- Museu Lasar Segall
- Museu Casa de Cora Coralina
- Museu Casa da Hera
- Memorial Casa do Rio Vermelho - Jorge Amado e Zélia Gattai(Salvador - Bahia)
- Fundação Ema Klabin
- Fundação Eva Klabin
- Casa Mário de Andrade
- Palacete Bolonha

### Em Portugal
- Casa-Museu Doutor Anastácio Gonçalves (Lisboa)
- Casa-Museu Guerra Junqueiro (Porto)
- Fundação Eça de Queiroz (Baião)
- Casa Junqueiro Velho (Freixo de Espada à Cinta)
- Casa-Museu Abel Salazar (Mamede Infesta)
- Casa Museu José Régio (Portalegre)
- Casa-Museu Quinta da Esperança (Cuba - Baixo Alentejo)

### Nos Estados Unidos
- Mansão Morris–Jumel